# SN 1181
SN 1181超新星是中國和日本天文學家在1181年8月4日至8月6日首次觀測到，之後被記錄在八個不同的文件中。
在有望遠鏡之前的記錄中，銀河系中只有五顆超新星被毫無疑義地識別出來，它出現在星座仙后座，它在恆星的映襯下動都不動地，在長達185天的夜晚時間裏都能夠看見。F.理查德·史蒂芬森首先體認到西元1181年的這顆客星一定是一顆超新星，因為這種持續185天且在天空中不移動的明亮瞬變，只能是星系中的超新星。

## Pa 30

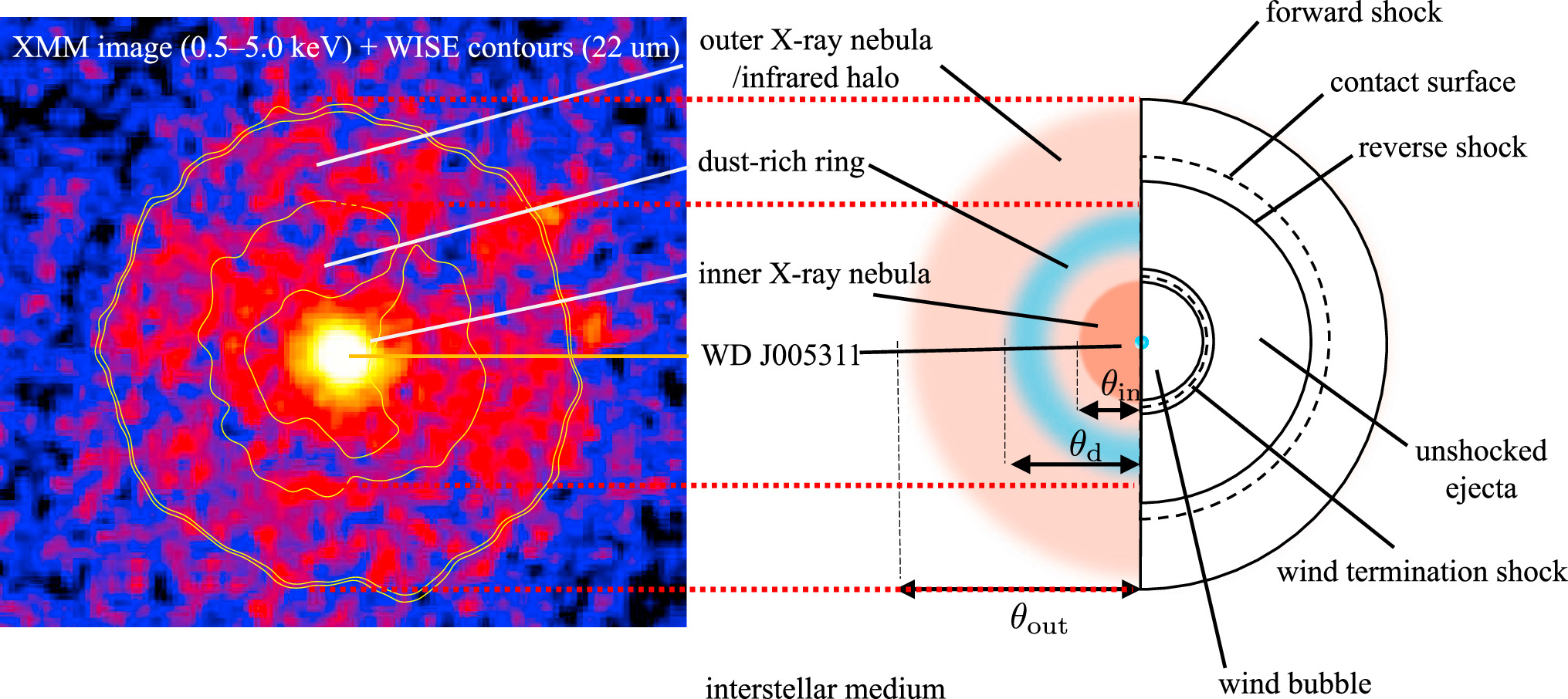
IRAS 00500+671的觀察影像（左圖；X射線影像（XMM）和紅外輪廓（WISE））與示意圖之間的比較。

Pa 30是由業餘天文學家達納·帕契克於2013年在WISE的紅外數據中尋找行星狀星雲時發現的。   
這是他蒐索發現的第30個星雲，因此被命名為Pa 30。Pa 30看起來是一個接近圓形的星雲，大小約為171x156弧秒，中心有一顆非常藍的恆星。Pa 30既指星雲（最初編目為IRAS 00500+6713），也指中心的恆星（名稱為WD J005311）。外殼在紅外波段很亮，但在光學的波段非常微弱，起初只能通過[O III]波段的光看到。
在2019年，經由光譜揭示了其中心有一顆非常熱的恆星，其强烈的恆星風以16,000公里/秒的極高速度膨脹，主要由碳、氧和氖組成（不含氫或氦）。這樣的速度只能來自超新星或類似大小的事件，更具體地說，來自兩顆白矮星的合併。X射線光譜學對外殼的研究還揭示了一個非常熱的星雲，其中含有只能在超新星中產生的碳燃燒灰燼。 
然而，Pa 30的殘骸是一顆白矮星，而不是傳統的超新星殘骸（中子星或黑洞）。有人認為，Pa 30是一類罕見的超新星的殘骸，稱為「次光度Iax型超新星」，是碳-氧白矮星和氧-氖白矮星的合併產生了殘骸的外殼及超大質量白矮星殘骸。最近在[SII]波段的觀測也揭示了殼內以前從未見過的精細絲狀結構。
2021年的一項研究通過[S II]雙峰光譜量測了星雲的膨脹速度約為1,100公里/秒；加上Pa 30的角尺寸和2.3 kpc的蓋亞距離，估計星雲的年齡約為1,000年。這使得Pa 30成為SN 1181事件遺跡的新主要候選者。 此外，星雲的膨脹速度和1181事件的推斷絕對亮度與Iax型超新星一致，使Pa 30成為我們銀河系中唯一的SN Iax遺跡，也是唯一可以詳細研究的遺跡。
溫度接近200,000 K的WD J005311是已知最熱的恆星之一 。中心恆星的極端性質是由56Ni的殘餘放射性衰變提供動力的，由於鎳被完全電離，使得通常為6.0天的半衰期因為電子捕獲後增加到幾個世紀。

## 3C 58
在2013年之前，這顆超新星出現的區域中，在舊有歷史中唯一可能的常規超新星遺跡是3C 58。這個殘骸有一顆無線電和 X射線脈衝星，每秒旋轉約15次。因此，儘管許多研究人員指出這種聯系是有問題的，從歷史上看，SN 1181與3C 58及其脈衝星有關。例如，如果超新星和脈衝星相關聯，那麼脈衝星的旋轉速度應該仍然和它最初形成時一樣快。這與已知是1054年超新星SN 1054殘骸的蟹狀星雲脈衝星形成鮮明對比，後者在基本相同的時間跨度內損失了三分之二的旋轉動能。
3C 58殘骸的年齡已通過多種方法估算
。
最直接的是，3C 58膨脹殼的自行已經被量測了三次，得出與距離無關的估計年齡約為3,500年。射電通量下降率的量測具有很大的可變性和不確定性，因此它們對估算殘骸的年齡沒有幫助。由於距離以及假定的能量和密度存在很大的不確定性，涉及殘骸能量和掃掠質量的年齡估計也都是無用的。脈衝星偏離了3C 58的中心，這意味著它的年齡約為3,700年，而如果它的橫向速度很高，它可能會年輕得多。脈衝星的自旋減慢年齡為5,380年。中子星冷卻年齡>5000年。根據這些年齡估計，3C 58的年齡太大，無法與SN 1181聯系起來。  
1181超新星在天空的位置可能已經被修訂過，以包括有關「客星」與相鄰中國星官接近程度的額外資訊，從而使原區域誤差得以減少。這個改進的區域不包含3C 58，因為客星並不像報導的那樣靠近華蓋和王良這兩個中國的星官。所以，SN 1181與3C 58沒有關聯。相對的，這個新的小區域包含Pa 30，據獨立報導，它是一顆約800年前的超新星遺跡。

## 圖集

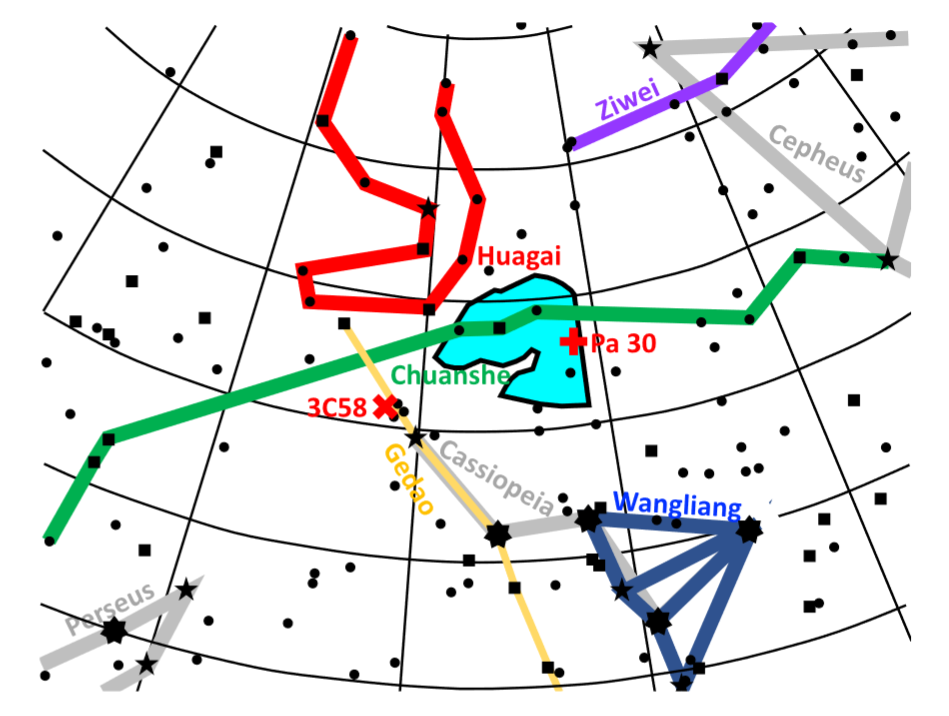
2023年，布蘭得利·捨費爾（英语：Bradley Schaefer）根據古代中國和日本的觀測，對SN 1181的約束條件（青色區域），以及3C 58和Pa 30的位置[16]。
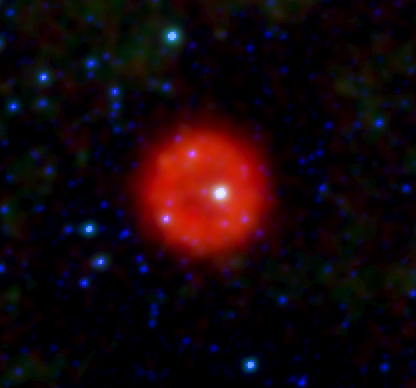
WISE所呈現的Pa 30
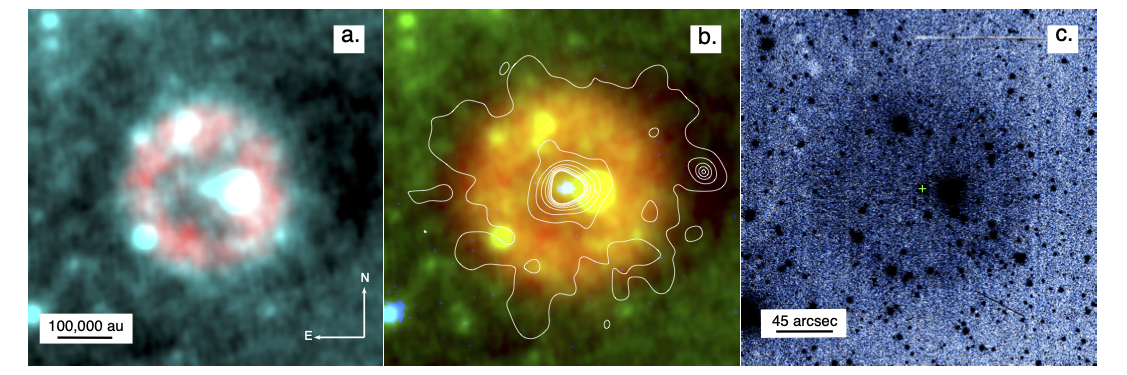
Pa 30及其周边星云的假色图像